# サンチョ2世 (ナバラ王)
サンチョ・ガルセス2世（スペイン語：Sancho Garcés II, バスク語：Antso II.a Gartzez, 938年ごろ - 994年12月）は、パンプローナ王（ナバラ王）およびアラゴン伯（在位：970年 - 994年）。パンプローナ王ガルシア・サンチェス1世とアンドレゴト・ガリンデスの長男。在位中にビゲラ王国を承認した。

## 呼称
サンチョ2世は現代の文献で「サンチョ・アバルカ」と呼ばれることがある。この呼称は、数世紀後の年代記者がパンプローナの継承について混乱をきたし、サンチョ2世とその祖父パンプローナ王サンチョ1世を1人の支配者としたことで、最初はサンチョ2世に与えられていた。しかし、根拠をもとにこの呼称がもともとサンチョ1世に対し用いられたと考えられている。

## 生涯
サンチョ2世はパンプローナ王ガルシア・サンチェス1世と、アラゴン伯ガリンド2世・アスナーレスの娘アンドレゴト・ガリンデスの長男として、938年ごろに生まれた。母方の祖父ガリンド2世が男子継承者なく死去したため、アラゴン伯の継承権はサンチョの母アンドレゴトに渡り、アンドレゴトはそれを息子サンチョ2世に継承させたため、948年にサンチョ2世は未成年であったがアラゴン伯となった。サンチョ2世は当初、フォルトゥン・ヒメネス伯の後見下に置かれた。970年に父ガルシア1世が死去した後、サンチョ2世はパンプローナ王位についた。
サンチョ2世は987年にサン・フアン・デ・ラ・ペーニャ修道院に寄進を行った際に自身を「ナバラ王」と称し、これがこの称号を最初に使用した最初の記録である。しかし、この称号は11世紀後半まで一般的に用いられることはなかった。
サンチョ2世のもとで、王国は先王が獲得した領地の一部を確かなものとしたが、一方で後ウマイヤ朝軍による後退も余儀なくされた。ナバラは姻戚関係によりレオン王国やカスティーリャ伯領と結びついており、若きレオン王ラミロ3世を支援するナバラ王国により、これらの王国は頻繁に協調して行動した。
972 年、サンチョ2世はサン・アンドレス・デ・シルエニャ修道院を創建した。976年、ナバラ王国の文化的および知識の中心地であるアルベルダ修道院において、『ヴィギラヌス写本』が完成した。これは、中世スペインの最も重要な写本の1つであり、トレド教会会議の教会法、西ゴート法典の複写、西洋におけるアラビア数字の最初の表記などが、他の多くの文章とともに含まれている。
976年にコルドバのカリフであるハカム2世が死去し、アル・マンスールにより教えを受けた息子ヒシャーム2世が跡を継ぐと、キリスト教王国の将来は暗いように思えた。アル・マンスールの軍は、ソリアの南にあるトレビセンテでキリスト教徒を敗北させた。その後、イスラム教徒はオスマ近くのタランクエニャで勝利を収めた。975年、サンチョ2世はサン・エステバン・デ・ゴルマズでムーア人に敗れ、同年のエステルクエルの戦いで捕らえられたことが示されている。

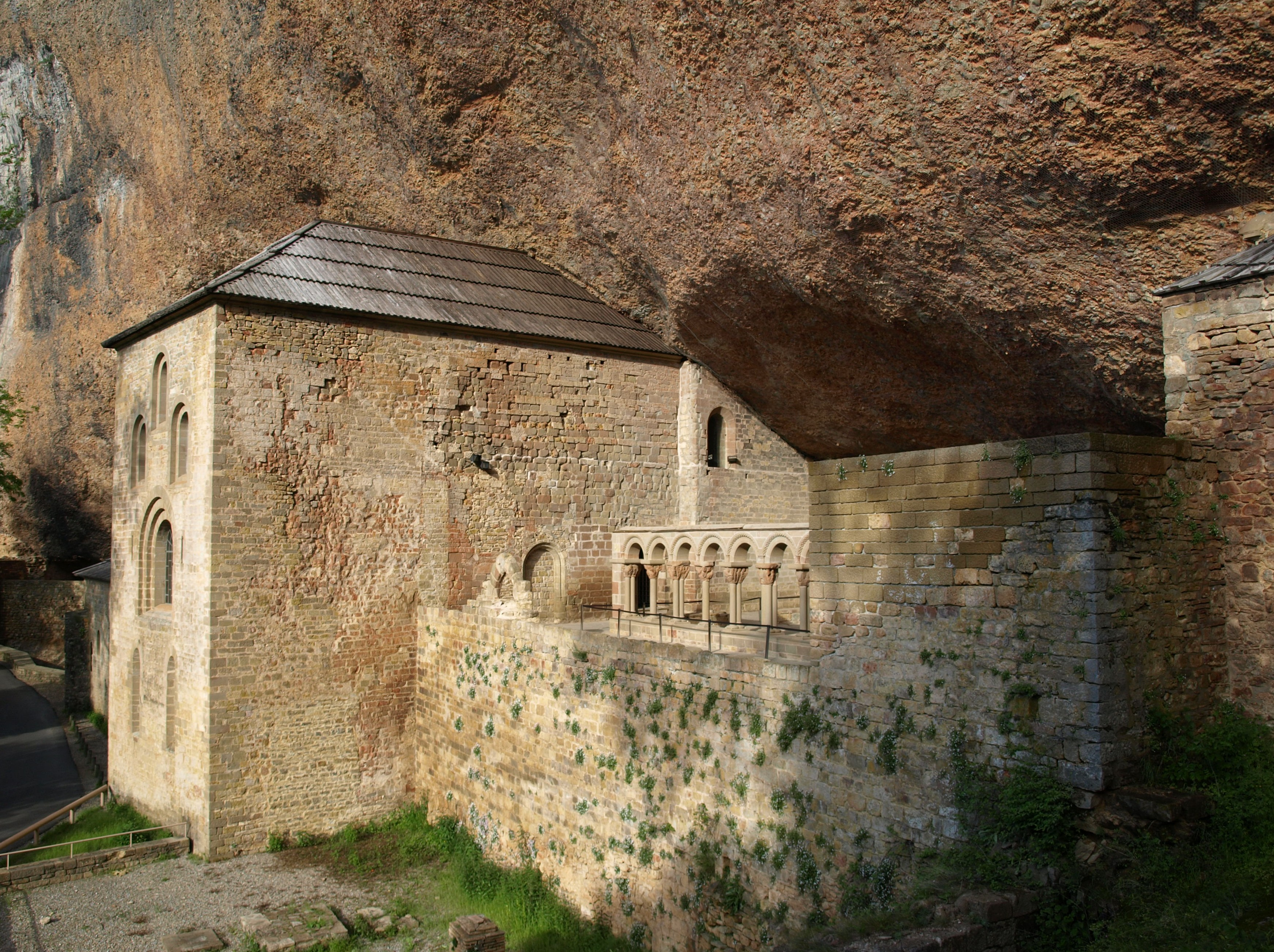
サンチョ2世が埋葬されたサン・フアン・デ・ラ・ペーニャ修道院

981年、トルデシリャスから数十km離れた地で起こったルエダの戦いで、キリスト教軍は再び屈辱的な敗北を喫した。アル・マンスールを武力で打ち負かすことができなかったため、サンチョ2世は自らコルドバに向かい、勝利したアル・マンスールに多くの贈り物をもたらし、アル・マンスールと協定を結び、娘を与えることに同意した。この結びつきから、後ウマイヤ朝の継承者よりコルドバのカリフ位を奪おうとしたアル・マンスールの継承者となるアブド・アッラフマーン・サンチュエロが生まれた。サンチョ2世は 989年、991年および992年にアル・マンスールからのさらなる侵略に直面し、最後のものはコルドバで2回目の服従を強いられ、翌年、サンチョ2世は息子ゴンサロを使節としてカリフ国に派遣し、両国の和平を強固なものとした。しかしサンチョ2世が死去する994年に、ナバラ王国はカリフ軍に再び侵略された。
994年にサンチョ2世は死去し、サン・フアン・デ・ラ・ペーニャ修道院に埋葬された。

## 結婚と子女
サンチョ2世はカスティーリャ伯フェルナン・ゴンサレスの娘ウラカ・フェルナンデスと結婚した。2人の間には4子が生まれた。
- ガルシア・サンチェス2世（994年 - 1000年） - ナバラ王、アラゴン伯[9]。セア伯フェルナンド・ベルムーデスの娘ヒメナ・フェルナンデスと結婚。
- ラミロ（992年没） - 992年にゴンサロが死去したとき、両親はゴンサロの魂のためサン・ミジャン・デ・ラ・コゴージャの修道院に寄進を行った[10]。
- ゴンサロ（997年没） - 兄ガルシア2世よりアラゴン伯領に領地を与えられた[11]
- ウラカ - 「アブダ」というアラビア語の名前で知られている。アル・マンスールのもとに送られ、イスラム教に改宗した後アル・マンスールと結婚した。2人の間に1男アブド・アッラフマーン・サンチュエロが生まれた[12][13][14]。